# مانورک
مانورک (نام علمی: Chersomanes) نام یک سرده از تیره چکاوک است.
این سرده شامل دو گونه چکاوک پاشنه‌بلند و چکاوک بیزلی است:
- چکاوک پاشنه‌بلند (Chersomanes albofasciata)
- چکاوک بیزلی (Chersomanes beesleyi)